# Blossia pringlei
Blossia pringlei är en spindeldjursart som först beskrevs av Lamoral 1974.  Blossia pringlei ingår i släktet Blossia och familjen Daesiidae. Inga underarter finns listade.